# Pishacha
En la mitología hinduista y el budismo, los pishachas son demonios carnívoros.
Su origen es oscuro, cada leyenda les da un origen diferente.
Según el Visnu-purana (siglo III d. C.) y el Bhágavata-purana (siglo XII d. C.) fueron creados por el dios Brahmá.
Otra leyenda los describe como hijos de Krodha (el enojo) y otra aún como los hijos de Piśāchā, una de las hijas del patriarca Daksha.

## Descripción
Las pocas descripciones los muestran como personas bajas, de cutis más oscuro que los arios (de piel trigueña oscura) o amarillento, con venas abultadas y ojos rojizos sobresalientes. Hablaban su propio idioma, conocido como paisachi.

## Nombre sánscrito y etimología
- piśāca, en el sistema AITS (alfabeto internacional para la transliteración del sánscrito).[1]
- पिशाच, en escritura devanagari del sánscrito.[1]
- Pronunciación:
  - /pishachá/ en sánscrito[1] o bien
  - /pishácha/ o /pishách/ en varios idiomas modernos de la India (como el bengalí, el hindí, el maratí o el palí).
- Etimología:[1]

En una tradición posterior, se hace derivar de la palabra piśam (piśitam māṃsam: ‘cortar y aderezar la carne’), y también
- piśaṅga: ocre, amarillento-café, rojizo-café, color leonado
- pīta: amarillento

### Otros nombres
- piśācá: nombre de una clase de demonios (posiblemente llamado así debido a su atracción hacia el comer carne [piśa, por piśita] o por su apariencia amarillenta; quizá originalmente eran una personificación del fuego fatuo; en el Rig-veda se los menciona junto con los asuras y raksasas.

También los mencionan las leyes de Manu (12.44).
Más tarde, en los Puranas, se convirtieron en hijos de Krodha; según el libro Indian Wisdom (pág. 276), de Monier Monier-Williams.
- piśāca: un demonio, ogro, diablejo, duende, geniecillo, ser malévolo o diabólico; según el Átharva-veda; en el Kadambari se menciona «el diablo de un pisacha».
- Piśāca: nombre propio de un rakshasa; según el Ramaiana.

## Historia
En el Rig-veda (el texto más antiguo de la India, de mediados del II milenio a. C.) se menciona a una pishachi en una ocasión:

Asesina a la rojiza-amarillenta (pisanga), empálala (bhrishtí) a esa pishachi que chilla (ambhrinam), oh, Indra,
a todos los monstruos caníbales asesina.
piśaṅngabṛiṣṭimambṛiṇam piśacimindra sam mṛiṅa/

sarvaṃ rakṣo ni bar haya
Rig-veda (1.133.5)

Según una leyenda, son hijos de Kasiapa y Krodhavasa, una de las hijas del patriarca Prayapati Daksa.
El Nilamata-purana, del siglo VII menciona que el valle de Cachemira está habitado por dos tribus: los nagas y los pisachas.
A los pisachas les gusta la oscuridad y tradicionalmente frecuentaban lugares de cremación, junto con otros monstruos como los bhutas y los vetalas. Los pisachas tienen el poder de asumir diferentes formas a voluntad, y también pueden llegar a ser invisibles. Se alimentan de las energías humanas. A veces, poseen a los seres humanos y alteran sus pensamientos, y las víctimas son afectadas por una variedad de enfermedades y anomalías como la locura. Se supone que ciertos mantras pueden ahuyentar al pisacha que posee a esa persona en particular, lo que cura la enfermedad. Con el fin de mantener alejados a los pisachas, se les da una parte de las ofrendas durante ciertas funciones religiosas y festivales.
El origen de los pisachas es desconocido, aunque tal vez sean la personificación del fuego fatuo. [1]
El gramático Panini, en su Astadhiai, describió el pisacha como un «clan guerrero». En el Majabhárata (texto epicorreligioso del siglo III a. C.) se menciona un pueblo pisacha. Se dice que viven en el noroeste de la India y que son descendientes de Prajāpati Kaśyapa.
Posiblemente sean los modernos nuristaníes.

## En Tailandia
De acuerdo con el Royal Institute Dictionary, el término tailandés "ปิศาจ" (pisat), del sánscrito piśāca, se define como ‘fantasma’ (ผี).
A pesar de que los pisachas no son estrictamente tailandeses, están presentes en algunas historias del folclor tailandés. Los pisachas son uno de los espíritus que se mencionan en la tradición hinduista-budista en Tailandia, y se los representa en algunas pinturas de los templos budistas.
Pisaj ―คน ผี ปีศาจ o Khon Phi Pisat) es una película de cine tailandés basada en una historia de pishachas.